# پاس ده آریپورو
پاس ده آریپورو (به اسپانیایی: Paz de Ariporo) یک سکونتگاه مسکونی در کلمبیا است که در بخش کاساناره واقع شده‌است.

## خصوصیات
پاس ده آریپورو ۳۴۰ متر بالاتر از سطح دریا واقع شده‌است.